# Trinacromerum
Trinacromerum és un gènere de rèptil sauropterigi pertanyent al subordre dels plesiosaures. Va viure durant el Cretaci superior al que avui en dia és Kansas. Feia tres metres de longitud i la seva dentició fa pensar que s'alimentava de peixos.